# Hopetounia carda
Hopetounia carda är en fjärilsart som beskrevs av Swinhoe 1902. Hopetounia carda ingår i släktet Hopetounia och familjen nattflyn. Inga underarter finns listade i Catalogue of Life.